# Sextus Iulius Africanus
(Sextus) Iulius Africanus (* um 160/170; † nach 240) war ein christlicher Gelehrter und der Begründer der christlichen Weltchronistik.

## Leben
Über den Lebenslauf des Iulius Africanus gibt es kaum gesicherte Kenntnisse. Es wird angenommen, dass er eventuell aus Jerusalem stammte. Er war offenbar sehr gelehrt, sprach mindestens Latein und Griechisch, vielleicht auch etwas Hebräisch. Africanus verfügte über gute Kontakte und verkehrte in höheren Kreisen; so unterhielt er etwa gute Beziehungen zu König Abgar VIII. von Edessa, an dessen Hof er sich mehrmals aufhielt. Dort machte er auch die Bekanntschaft mit Bardesanes. Iulius Africanus hörte vor 221 in Alexandria die Vorlesungen von Heraklas und war mit dessen Lehrer Origenes gut befreundet.
Im Jahr 222 setzte sich Iulius Africanus in einem Brief an den römischen Kaiser Severus Alexander für die Stadt Nikopolis ein, die wohl sein damaliger Wohnsitz war. Diesem Kaiser widmete er auch sein enzyklopädisches Werk, die Stickereien. Dass er dem römischen Herrscher nahestand, belegt auch die Tatsache, dass er in seinem Auftrag die Bibliothek des Pantheons einrichtete. Entgegen den Behauptungen der späteren Historiographie übte Africanus niemals ein Kirchenamt aus; diesbezügliche Äußerungen beruhen allem Anschein nach auf Fehlinterpretationen oder Missverständnissen.

## Werke
Das früheste und bedeutendste Werk von Iulius Africanus waren die Chronologien (griechisch: Χρονογραφίαι). Es handelt sich dabei um die erste bekannte christliche Weltchronik, wenngleich in jüngerer Zeit auch die These aufgestellt wurde, die ältere Leipziger Weltchronik sei vermutlich von einem christlichen Autor verfasst worden; ebenso kommt ein gewisser Judas als Verfasser einer älteren christlichen Chronik in Frage. Die berühmte Chronik des Iulius Africanus reichte von der Erschaffung der Welt bis 221 n. Chr. und umfasste fünf Bücher: In den Büchern 1 und 2 wurde wohl die Zeit bis Mose behandelt, Buch 3 endete mit der 1. Olympiade, Buch 4 mit dem Ende des Achämenidenreichs, während das letzte Buch die Zeit von Alexander bis Elagabal umfasste.
Als Quellen dienten sowohl christliche als auch pagane (heidnische) Werke. Erhalten sind jedoch nur bruchstückhafte Fragmente in den Texten anderer Autoren, vor allem bei Eusebius von Caesarea, Georgios Synkellos und in den Excerpta Latina Barbari. In der Weltchronik brachte Iulius Africanus erstmals Ereignisse der jüdisch-christlichen Geschichte mit solchen der griechisch-römischen in unmittelbaren Zusammenhang, womit er zum Begründer der christlichen Chronographie wurde. Das Werk wurde in späterer Zeit oft herangezogen und stellt einen wichtigen Beitrag zur Zeitrechnung dar, da in der Chronik Olympiaden und Herrscherlisten verarbeitet wurden.
Iulius Africanus verfolgte einen chiliastischen Zweck und setzte die Gesamtdauer der Welt auf 6000 Jahre an. Nachdem diese Zeitspanne zu Ende geht, sollten die 6 Weltwochen abgeschlossen werden durch den Anbruch des Tausendjährigen Reiches. Nach der Zeitrechnung des Iulius Africanus fiele die Geburt Christi in das Jahr 5500 seit Adam – je nach Rekonstruktion des von Africanus zugrundegelegten chronologischen Gerüsts zwischen 4 und 1 v. Chr. –, was Synkellos dahingehend erklärt, dass mit diesem Datum Empfängnis und Inkarnation Christi gemeint sei.
Außerdem schrieb er einige kleinere Werke, die aber ebenso wie sein Hauptwerk verloren sind und nur in äußerst knapper Form in den Schriften anderer auftauchen. Davon bekannt sind die Epistula ad Aristidem, wo er sich dem Problem des Unterschieds zwischen den Stammbäumen Jesu bei Matthäus und Lukas widmet, und der Brief an den Origenes, wo er die Echtheit der Susannageschichte bestreitet.
Iulius Africanus schrieb auch ein Stickereien (Κεστοί) genanntes Werk, das er dem Kaiser Alexander Severus widmete. In dieser, im enzyklopädischen Stil geschriebenen Sammlung von 24 Bänden zu verschiedenen Themenbereichen wie Landwirtschaft, Magie, Kriegswesen oder Medizin und Naturwissenschaften berühren sich die heidnischen Sichtweisen und der krasse Aberglaube.
Angesichts chemischer Rezepte für verschiedene Feuerwerke (wie das Pyr automaton) in diesem Werke ist Iulius Africanus auch für die Chemiegeschichte von Bedeutung, allerdings sind einige davon mit Sicherheit Zusätze aus späterer byzantinischer Zeit.

## Ausgaben
- Sextus Iulius Africanus: Chronographiae. The Extant Fragments. Herausgegeben von Martin Wallraff, übersetzt von William Adler. de Gruyter, Berlin 2007, ISBN 978-3-11-019493-7. (fachwissenschaftliche Rezension bei H-Soz-u-Kult)
- Sextus Iulius Africanus: Cesti. The Extant Fragments. Herausgegeben von Martin Wallraff, Carlo Scardino, Laura Mecella und Christophe Guignard, übersetzt von William Adler. de Gruyter, Berlin 2012, ISBN 978-3-11-028676-2.